# Aquakomplexe
Aquakomplexe (ältere Bezeichnung: Aquokomplexe) sind hydratisierte Metallionen mit einer festgelegten Anzahl von Wassermolekülen als Liganden und der allgemeinen Formel [M(H2O)n]z+. Zwischen den Kationen und den Wassermolekülen tritt daher eine koordinative Bindung auf. Interessant ist in diesem Zusammenhang, dass durch das Auftreten der Aquakomplexe die Ligandenfeldstabilisierungsenergie die Hydrationsenergie beeinflusst, was dazu führt, dass anstelle des erwarteten linearen Anstiegs der Hydratationsenthalpie mit der Kernladungszahl ein komplizierteres Muster zu beobachten ist.

## Aufbau und räumliche Gestalt

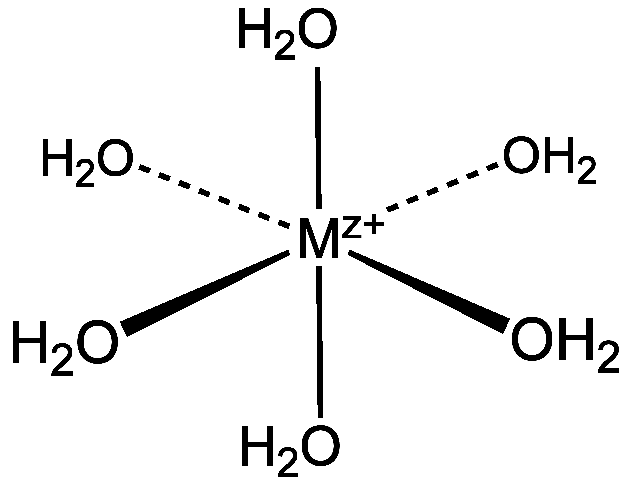
Struktur eines oktaedrischen Hexaaquakomplex-Ions.

Viele Metall-Ionen der Übergangselemente bilden Aquakomplexe mit unterschiedlichen Koordinationszahlen. Die meisten Aquakomplexe besitzen die Koordinationszahl 6 mit der allgemeinen Formel [M(H2O)6]z+. Die Wassermoleküle ordnen sich bei dieser Koordinationszahl oktaedrisch um das Zentralion an. Typische Hexaaquakomplex-Ionen sind in folgender Tabelle zu finden:
| Komplex-Ion                | Formel       | Farbe        | Elektronenanordnung |
| -------------------------- | ------------ | ------------ | ------------------- |
| Hexaaquaaluminium(III)-Ion | [Al(H2O)6]3+ |              |                     |
| Hexaaquacalcium(II)-Ion    | [Ca(H2O)6]2+ |              |                     |
| Hexaaquachrom(II)-Ion      | [Cr(H2O)6]2+ | himmelblau   | high-spin-Komplex   |
| Hexaaquachrom(III)-Ion     | [Cr(H2O)6]3+ | violett      |                     |
| Hexaaquacobalt(II)-Ion     | [Co(H2O)6]3+ | rot          | low-spin-Komplex    |
| Hexaaquaeisen(II)-Ion      | [Fe(H2O)6]2+ | blassgrün    | high-spin-Komplex   |
| Hexaaquaeisen(III)-Ion     | [Fe(H2O)6]3+ | farblos      | high-spin-Komplex   |
| Hexaaquairidium(III)-Ion   | [Ir(H2O)6]3+ |              |                     |
| Hexaaquakalium(I)-Ion      | [K(H2O)6]+   |              |                     |
| Hexaaquakupfer(II)-Ion     | [Cu(H2O)6]2+ | blassblau    |                     |
| Hexaaquamangan(II)-Ion     | [Mn(H2O)6]2+ | rosa         |                     |
| Hexaaquamangan(III)-Ion    | [Mn(H2O)]3+  | granatrot    | high-spin-Komplex   |
| Hexanatrium(I)-Ion         | [Na(H2O)]3+  |              |                     |
| Hexaaquanickel(II)-Ion     | [Ni(H2O)]2+  | grün         |                     |
| Hexaaquarhodium(III)-Ion   | [Rh(H2O)]3+  | gelb         |                     |
| Hexaaquatitan(III)-Ion     | [Ti(H2O)]3+  | blassviolett |                     |

Neben den Hexaaquakomplex-Ionen gibt es auch einige Aquakomplexe mit der Koordinationszahl 4. Die Liganden sind quadratisch-planar oder tetraedrisch angeordnet.
| Komlex-Ion                 | Formel       | Farbe    |
| -------------------------- | ------------ | -------- |
| Tetraaquaberyllium(II)-Ion | [Be(H2O)4]2+ |          |
| Tetraaquacalcium(II)-Ion   | [Ca(H2O)4]2+ |          |
| Tetracobalt(II)-Ion        | [Co(H2O)4]2+ | blau     |
| Tetrakupfer(II)-Ion        | [Cu(H2O)4]2+ | hellblau |
| Tetraaqualithium(I)-Ion    | [Li(H2O)4]+  |          |
| Tetranatrium(I)-Ion        | [Na(H2O)4]+  |          |

In Kristallstrukturen können Metall-Ionen auch weitere Aquakomplex-Ionen mit unterschiedlichen Koordinationszahlen ausbilden.
| 1. Gruppe    | 1. Gruppe           | 2. Gruppe     | 2. Gruppe         |
| Ion          | Koordinationszahlen | Ion           | Koordinationszahl |
| ------------ | ------------------- | ------------- | ----------------- |
| Lithium-Ion  | 4, 6                | Beryllium-Ion | 4                 |
| Natrium-Ion  | 2, 4, 5, 6, 8       | Magnesium-Ion | 6                 |
| Kalium-Ion   | 6, 7, 8             | Calcium-Ion   | 4, 6, 7, 8        |
| Rubidium-Ion | 9                   |               |                   |
| Caesium-Ion  | 10                  |               |                   |

Die Aquakomplex-Ionen der Übergangsmetalle können ebenfalls eine Vielzahl von Koordinationszahlen aufweisen.
Metall-Ionen der 13. Gruppe sind oktaedrisch koordiniert, mit der Koordinationszahl n = 6 und der allgemeinen Formel [M(H2O)6]3+.
Auch Elemente der Lanthanoiden-Gruppe können Aquakomplexe bilden. Hier treten verschiedene Koordinationszahlen bis 8 auf. Die allgemeine Formel lautet [Ln(H2O)n]2+.

## Eigenschaften
Alle Aquakomplexe mit dreiwertigen kleinen Kationen (z. B. Cr3+, Ru3+, Rh3+, Al3+) sind in der Lage als Brønsted-Säure zu reagieren. Beispielsweise fungiert der Aqua-Ligand des Hexaaquaeisen(III)-Ions als Protonendonator. Aus einem Aqua-Ligand wird durch die Reaktion ein Hydroxido-Ligand. Das Hexaaquaeisen(III)-Ion hat einen pKS-Wert von 2,46.
{\displaystyle [Fe(H_{2}O)_{6}]^{3+}\rightleftharpoons [Fe(H_{2}O)_{5}(OH)]^{2+}+H^{+}}